# Мулянка (Пермский край)
Мулянка — посёлок в Пермском районе Пермского края. Входит в состав Лобановского сельского поселения.

## История
Населённый пункт был основан в 1909 году как железнодорожная станция при строительстве дороги Пермь — Екатеринбург. В 1930-х годах здесь было создано подсобное хозяйство пермского завода им. Сталина. Мулянка являлась центром Мулянского сельского совета (с 22 июля 1960 до января 2006 года), а также Мулянского сельского поселения (до 2013 года).

## География
Расположен в центральной части района, в 15 км к юго-востоку от Перми у реки Мулянка.
В посёлке находится железнодорожная станция Мулянка Свердловской железной дороги.

## Население
| 2010 | 2021  |
| ---- | ----- |
| 2451 | ↘2377 |

## Топографические карты
- Лист карты O-40-77 Юг. Масштаб: 1 : 100 000. Состояние местности на 1983 год. Издание 1985 г.